# Geografia do Maranhão
Localizado entre as regiões Norte e Nordeste do Brasil, o Maranhão possui o segundo maior litoral do país, resultando em uma grande diversidade de ecossistemas. São 640 quilômetros de extensão de praias tropicais, floresta amazônica, diversas variedades de cerrados, mangues, delta em mar aberto e o único deserto do mundo com milhares de lagoas de águas cristalinas. Também é perceptível, na maior parte do ano(entre os meses de maio a novembro), a seca branda na Microrregião das Chapadas do Alto Itapecuru, acentuadamente em São João dos Patos e Barão de Grajaú.

## Relevo

### Planície litorânea

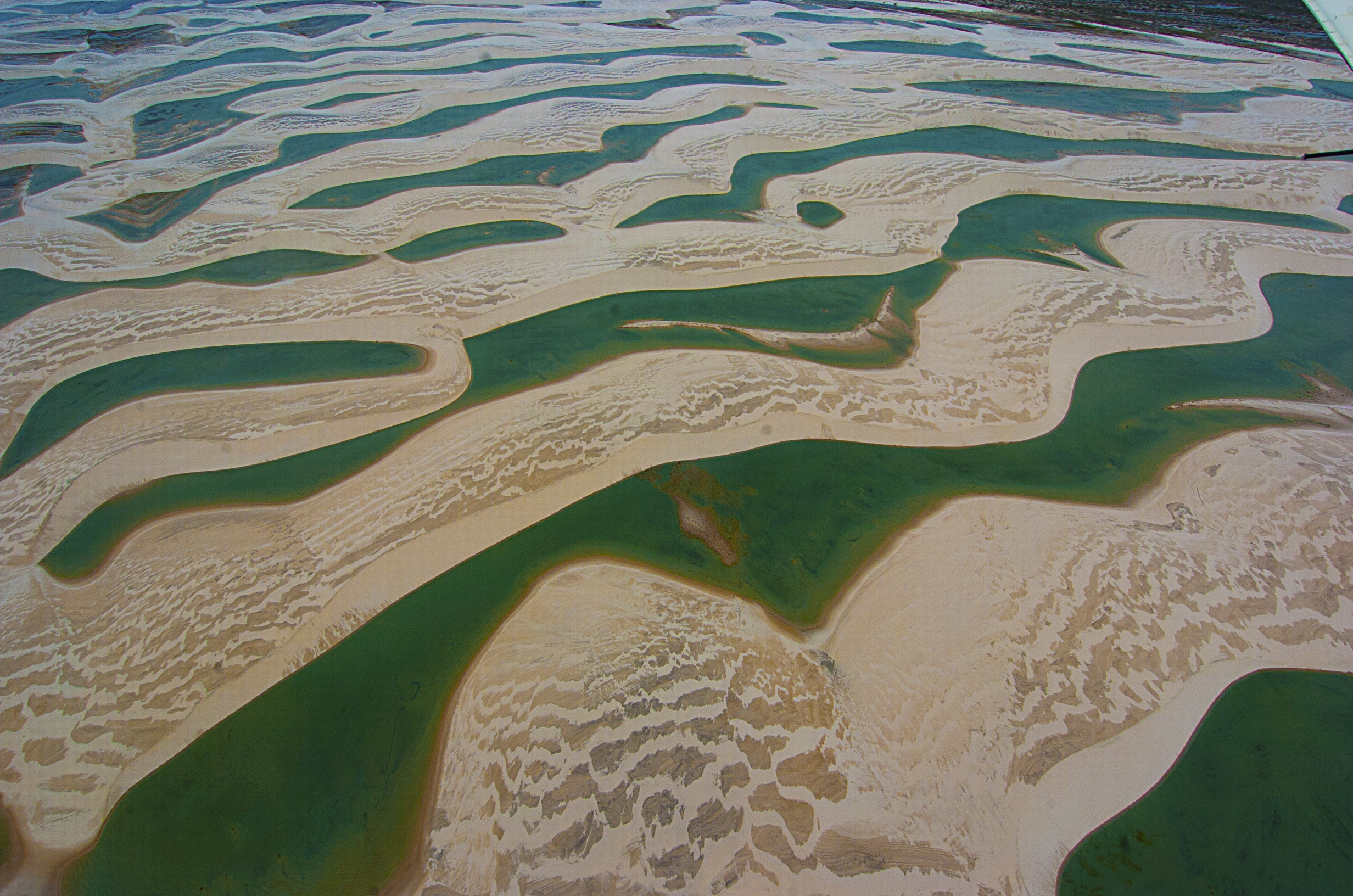
Lençóis Maranhenses

Há uma extensa planície no norte maranhense, correspondendo aos terrenos com amplitudes altimétricas inferiores a 200 m, que penetram para o interior, acompanhando os vales dos rios, formando planícies aluviais (Mearim, Itapecuru e Parnaíba). No litoral leste do Maranhão encontra-se o Parque Nacional dos Lençóis Maranhenses, e na divisa com o Piauí, o Delta do Parnaíba, importantes atrações turísticas.
O litoral do Maranhão tem aproximadamente 640 km, sendo o segundo mais extenso do Brasil, superado apenas pelo da Bahia. A faixa litorânea do Maranhão pode ser dividida em Litoral Ocidental, Golfão Maranhense e Litoral Oriental.
No litoral Ocidental, os cursos fluviais como o Turiaçu, o Gurupi, o Maracaçumé e o Tromaí (nos quais a maré enchente penetra vários quilômetros para o interior) deram origem a extensas superfícies aluviais, recortadas por um grande conjunto de baías conectadas por canais divagantes e furos que delimitam exuberantes manguezais, intercalados por ilhas, cordões litorâneos, lagoas, vasas e praias cuja largura, muitas vezes, supera 1 km. A área de Preservação Ambiental das Reentrâncias Maranhenses se localiza nessa região.
O Golfão Maranhense possui características comuns ao Litoral Ocidental e ao Litoral Oriental. A proximidade do Equador e a configuração do relevo favorecem a amplitude das marés, que alcançam até 7,2 m, e penetram os leitos dos rios causando influências até cerca de 150 km do litoral. É onde fica a ilha de Upaon-Açu (São Luís). Aproveitando-se da profundidade natural, foram construídos o Porto de Itaqui e o porto de Ponta da Madeira.
No litoral Oriental, a costa de dunas e restingas é formada por superfícies exclusivamente arenosas com ausência de cobertura vegetal ou com cobertura vegetal parcial, com dunas móveis e fixas intercalas por lagoas de origem pluvial, contendo água doce. Nessa região, localizam-se o Parque Nacional dos Lençóis Maranhenses e o Delta do Parnaíba, importantes destinos turísticos.

### Baixada Maranhense
A Baixada Maranhense, no entorno do Golfão, tem relevo plano a suavemente ondulado contendo extensas áreas rebaixadas que são alagadas durante o período chuvoso, formando extensos lagos interligados, associados aos baixos cursos dos rios Mearim, Grajaú, Pindaré e Pericumã.

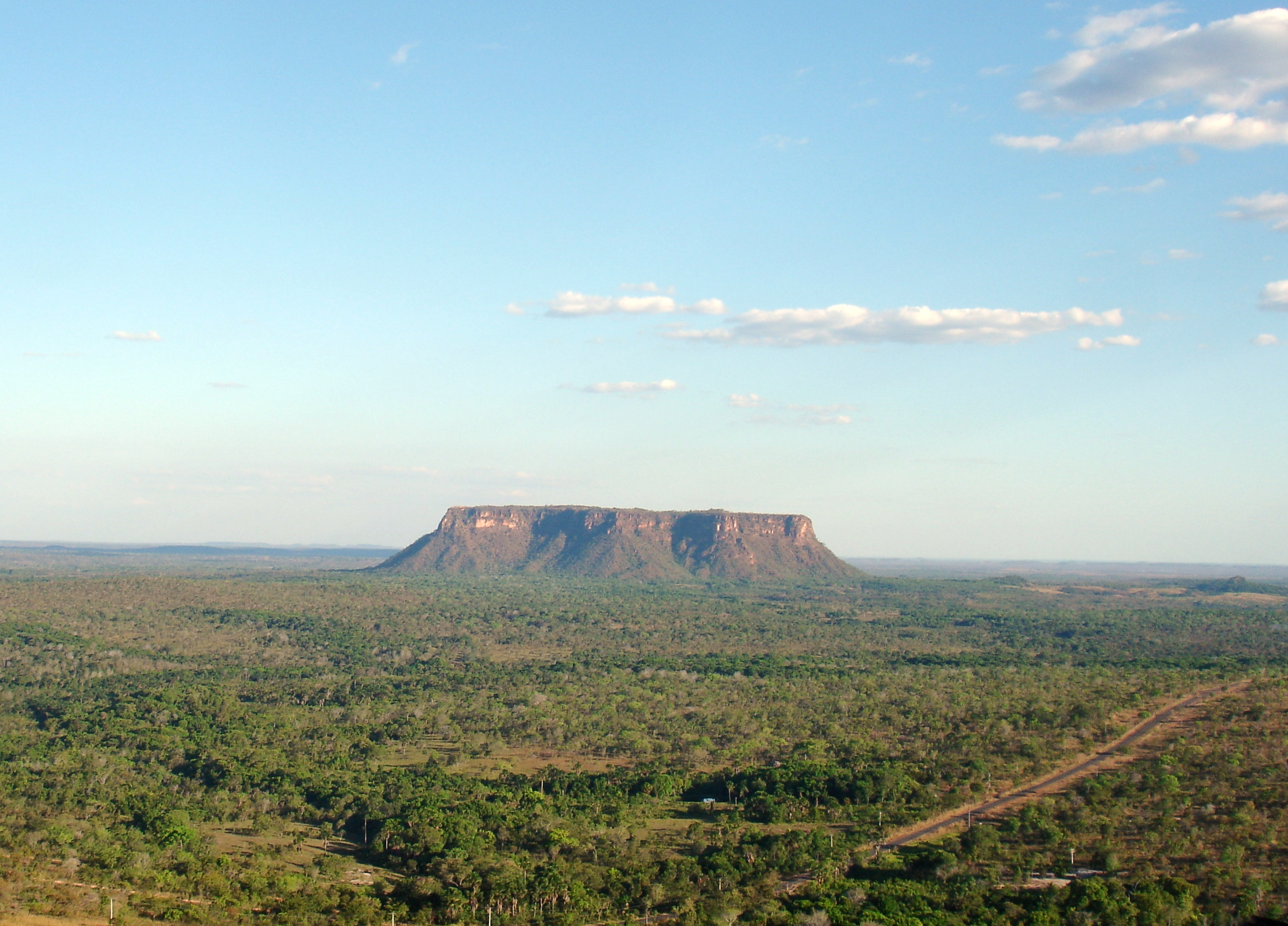
O Morro do Chapéu, considerado um dos símbolos da Chapada das Mesas.

### Planalto do centro-sul
O planalto abrange as áreas mais elevadas do centro-sul do Estado, com altitudes entre 200 e 800 metros. Destaca-se. nessa região o Parque Nacional da Chapada das Mesas.
O planalto maranhense abrange as áreas mais elevadas do centro-sul do estado, com altitudes entre 200 e 800 metros. Subdivide-se nas seguintes unidades geomorfológicas: Pediplano Central (área norte, com 686 m;  destacando-se as Serras de Cinta, Negra, Branca, Alpercatas e Itapecuru), Planalto Oriental (Serra do Valentim), Planalto Ocidental (serras do Gurupi, Tiracambu e Desordem), Depressão do Balsas (com cotas máximas alcançando os 350 m) e Planalto Meridional.

### Tipos de solo
Levando em consideração a extensão territorial do Maranhão e observando o mapa de solos do Brasil é possível perceber a variedade de solos desse estado. Por sua posição geográfica, predominam solos tropicais. Pelo predomínio de rochas sedimentares, são grandes as extensões cobertas por latossolos (solos ácidos, na bacia do Tocantins e do Itapecuru), argissolos (médio Mearim e vale do Itapecuru), plintosolos (Leste e Baixada Maranhense), neossolos (Rio Mearim), entre outros.
Nota-se também, em razão do intemperismo e remobilização de óxidos e hidróxidos de alumínio, ferro e manganês, solos de perfil laterítico, como entre os rios Gurupi, Pindaré, Buriticupu, Zutiua e Grajaú.

## Clima

Mapa climático do Maranhão

Na classificação climática de Köppen-Geiger, o principal grupo climático do Maranhão é o tropical (tipo A em Köppen), que no estado se subdivide em dois tipos climáticos, sendo eles, respectivamente:
- Tropical de monção (Am): que apresenta um mês mais seco (que quase sempre ocorre no ou logo após o solstício de inverno) com precipitação menor que 60 mm, mas equivalente a mais de 4% da precipitação anual total.[4] No Maranhão, o clima tropical de monção é encontrado na porção noroeste do estado, na divisa com o Pará.[5]
- Tropical de savana (Am/As): que apresenta uma estação mais seca no inverno (Aw) ou no verão (As), onde o mês mais seco tem precipitação inferior a 60 mm e equivale a menos de 4% da precipitação anual total.[4] Este é o tipo climático predominante no Maranhão, onde no litoral a estação seca é no verão (As) e no restante do estado é no inverno (Aw).[5]

Em outra classificação adotada, o clima no estado pode ser assim definido:
- Equatorial: ocorrendo no extremo oeste, sendo quente e chuvoso, regido pelo deslocamento da Zona de Convergência Intertropical (ZCIT) e pela Massa Equatorial Continental (mEc), ambas com marcante atuação no outono e inverno. Registra-se curto período seco de inverno e parte da primavera, variando de dois a três meses. A pluviosidade gira em torno de 2 000 a 2 500 mm ao ano.[6]
- Tropical semi-úmido: na região central e leste, apresenta um período seco entre quatro a seis meses, entre o inverno e a primavera, em razão de uma influência menos expressiva das massas de ar citadas. O regime pluviométrico é de 1 000 a 1 200 mm ao ano.[6]

## Vegetação

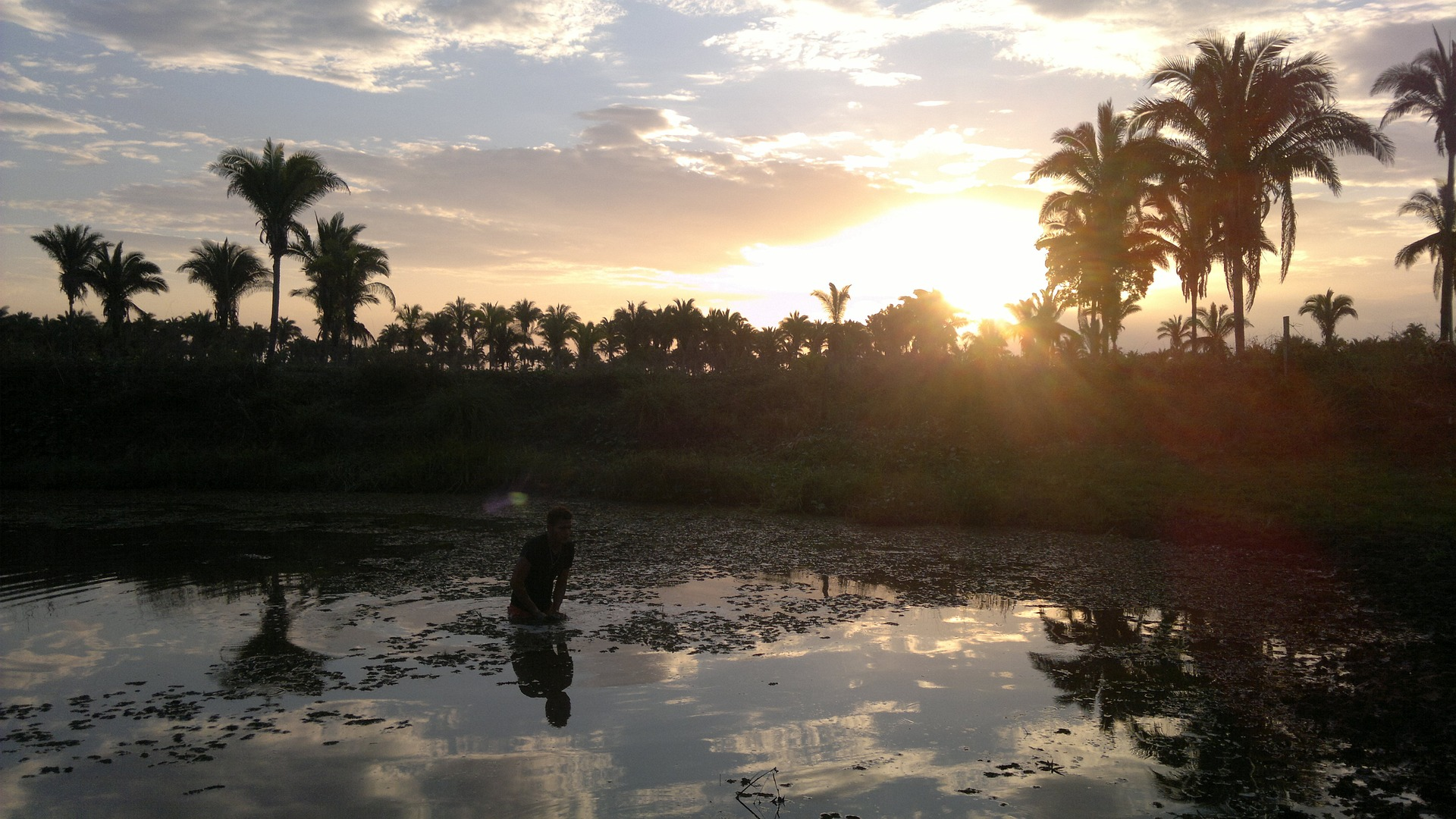
Mata dos Cocais, em Bom Lugar-MA

No oeste do Maranhão, delimitada pelo rio Gurupi, ocorre a Floresta Amazônica. A Reserva Biológica do Gurupi fica localizada nessa região.
Encontra-se também nessa região a presença do Cerrado, no sul e no leste do Maranhão.
No Maranhão, ocorre uma vegetação transicional entre o cerrado, a Floresta Amazônica e a Caatinga, rica em palmeiras, em especial o babaçu e a carnaúba, conhecida como Mata dos Cocais.
Com 640 km de litoral, o Maranhão tem a maior área de manguezal do país. O desenho irregular desse litoral forma as Reentrâncias Maranhenses, uma área de 12 mil quilômetros quadrados, entre a Baía de São Marcos, em Alcântara, e a Foz do Rio Gurupi, na divisa com o Pará.
A região é recortada por ilhas, dunas, lagoas baías, enseadas, e extensas florestas de mangue. No Campo de Perizes, entre São Luís e Bacabeira, e na Baixada Maranhense, há uma extensa planície de campos alagados.
A área de Preservação Ambiental das Reentrâncias Maranhenses apresenta uma área de 2.680,911 hectares e localiza-se entre a desembocadura do rio Gurupi e a Baía de São Marcos, incluído a Ilha do Cajual, onde está a maior parte dos manguezais do Maranhão.
As Reentrâncias Maranhenses  fazem parte da Rede Hemisférica de Defesa das Aves Limícolas, tendo importância fundamental para as aves migratórias, que voam para a região em busca de descanso, alimentação e para a reprodução. Entre as espécies nativas, há o guará, ave símbolo da região.

## Hidrografia
O rio Parnaíba, que forma a Região Hidrográfica do Parnaíba, possui área de 331.441,5 km², sendo a maior bacia hidrográfica da região, ocupando áreas dos estados do Piauí (99%), Maranhão (19%) e do Ceará (10%). Seus principais afluentes são os rios Poti, Gurgueia, Canindé, Uruçuí-Preto, Longá, das Balsas, Igaraçu.

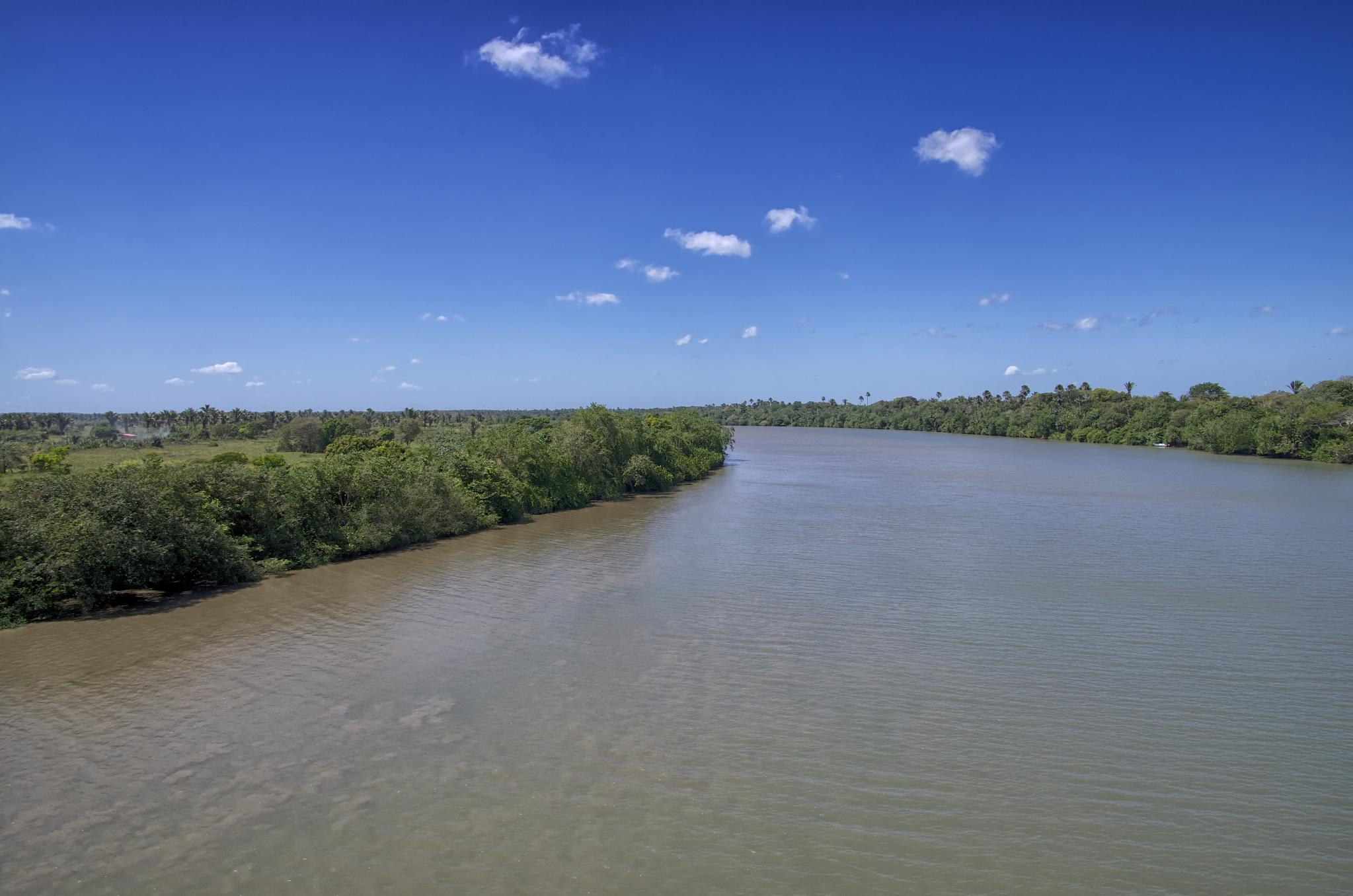
Rio Itapecuru, na cidade de Rosário

O Maranhão ocupa 62.936,6 km² da bacia, e os municípios inseridos nela são os seguintes: Parnarama, Matões, Timon, Caxias, Coelho Neto, Duque Bacelar e Lagoa do Mato.
O Bacia Hidrográfica do rio Mearim ocupa 99.58 km² (29,84% da território do Maranhão), nascendo na serra da Menina e desaguando na Baía de São Marcos, com um percurso de 930 km de extensão. Seus principais afluentes são os rio Pindaré e o rio Grajaú.Em sua foz, ocorre o fenômeno da Pororoca.
A bacia do Itapecuru, com área de 52.972 km², corresponde a 16% do estado do Maranhão. O rio Itapecuru tem seu regime fluvial tropical com variações regionais provocadas pela regime de chuvas. Na parte média e baixa, onde estão situados os municípios do Território dos Cocais, verifica-se maior regularidade das chuvas, caracterizando um regime mais torrencial. Esse rio é responsável pelo abastecimento de 65% da população da cidade de São Luís, através do sistema Italuís. Os municípios dos Cocais inseridos na bacia são os seguintes: Aldeias Altas, Caxias, Codó, Coroatá, Timbiras, São João do Sóter, Fortuna, Buriti Bravo e Lagoa do Mato.
A Bacia Hidrográfica do rio Tocantins ocupa uma área de 30.665,15 km² no Maranhão, representando cerca de 9,24% da área total do Estado, banhando a cidade de Imperatriz. O rios Tocantins ocupa a região do cerrado maranhense e junto ao seu afluente rio Manuel Alves Grande, forma a divisa com o estado do Tocantins, além de formar o acúmulo do aquífero Tocantins-Araguaia.
A bacia do Munim com 15.918,04 km², correspondendo a 4,79% da área do estado, também integra a Região Hidrográfica do Atlântico Nordeste Ocidental, banha a mesorregião do Leste Maranhense e nela estão contidos os municípios: Afonso Cunha, Coelho Neto, Aldeias Altas, Duque Bacelar e Caxias.

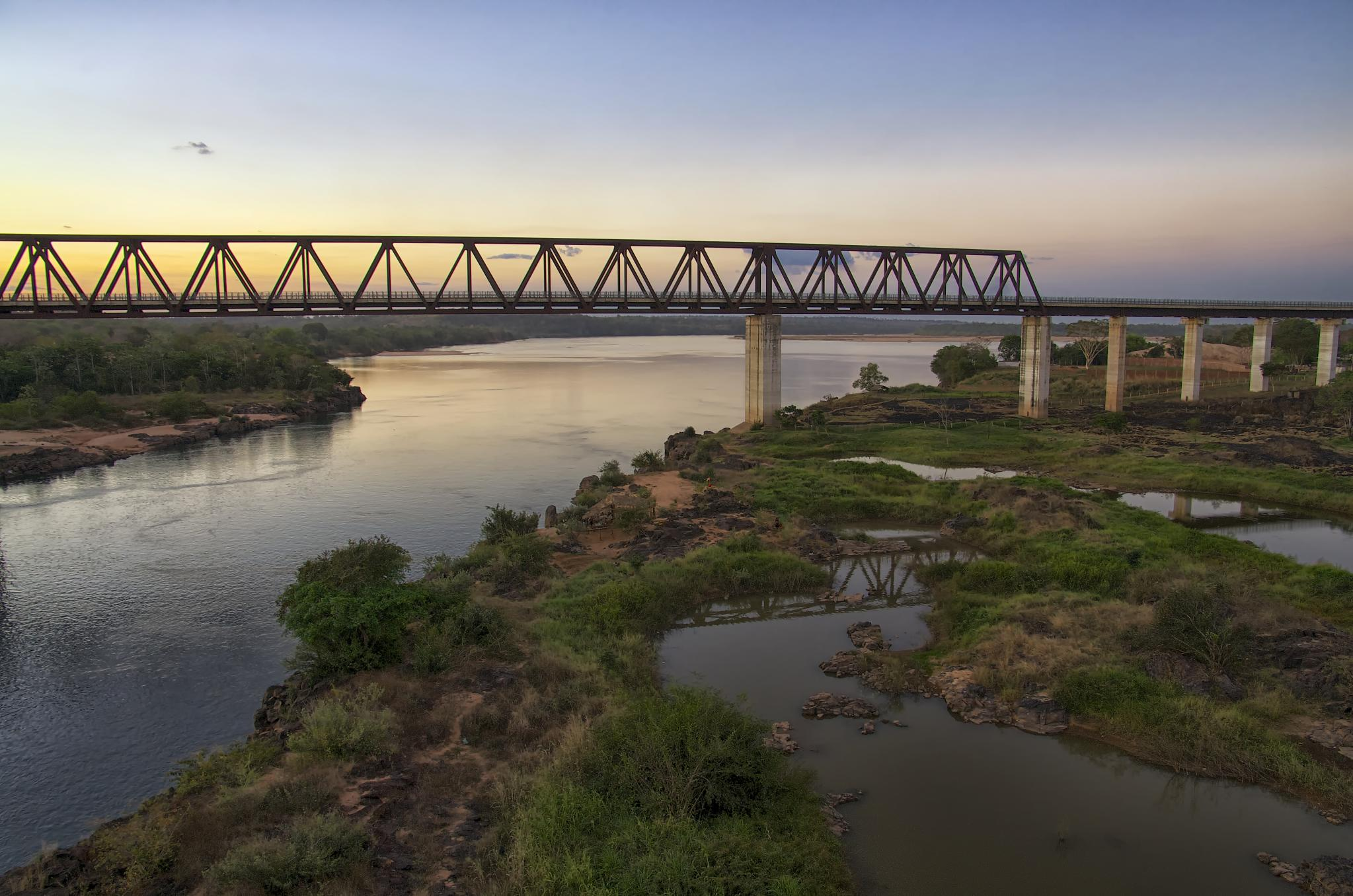
Usina Hidrelétrica de Estreito, no rio Tocantins, e Ferrovia Norte-Sul, em Estreito-MA

O rio Gurupi é formado pela confluência entre os rios Itinga e Açailândia, aproximadamente a 14 km acima do município de Itinga do Maranhão. O rio Itinga nasce na serra do Gurupi, extensão da serra do Tirambu, em terrenos com cotas superiores a 300 m de altitude, na região a norte de Alfredo Lisboa e deságua no rio Açailândia. Durante um percurso de quase 50 km, faz a divisa com estado do Pará. 
Essas bacias hidrográficas são importantes tanto pelo abastecimento das cidades próximas das margens dos rios quanto para o aproveitamento na irrigação, de forma que o desmatamento de margens e barramentos dos rios contribuem para o aceleramento da erosão, bem como o uso de produtos tóxicos nas plantações de cana de açúcar e eucalipto poluem as águas e reduzem a quantidade e a qualidade desse bem público vulnerável.